# Associação Fonográfica Portuguesa
Die Associação Fonográfica Portuguesa („Portugiesischer phonographischer Verband“), kurz AFP, ist der einzige Berufsverband der Musikindustrie in Portugal und die portugiesische Landesgruppe der IFPI.
Gegründet wurde die Organisation im Jahr 1989 und ersetzte sowohl den Grupo Português de Produtores e Fonogramas e Videogramas (GPPFV) als auch die União dos Editores de Vídeo e Áudio (UNEVA). Sie veröffentlicht ihre Marktdaten zur freien Verwendung für Studenten und Interessierte.

## Musikcharts
Singlecharts gab es ursprünglich bis 1993, bis sie aufgrund sinkender Verkaufszahlen bei Vinylsingles eingestellt wurde, und dann noch einmal von Juli 2000 bis März 2004, bis diesmal die CD-Single-Verkäufe einbrachen. Seit 2003 werden Albumcharts veröffentlicht, ursprünglich als Top-30-Auswertung, sowie eine Top-10 für Kompilationen. In der Chartwoche 10/2004 wurde zusätzlich eine Top 30 für Videoalben (DVD’s Musicais) eingeführt.
2016 wurden die Albumcharts auf eine Top 50 erweitert, sowie erneut eine Singlechart-Auswertung begonnen, diesmal als Top 100. 2018 wurde die Liste für Videoalben auf zehn Plätze reduziert. Ab der Auswertung von KW 02/2020 erhöhte sich die Single-Auswertung auf eine Top 200.
Seit der Chartwoche 04/2024 werden die Listen für Kompilationen und Videoalben nicht länger fortgeführt. Die Albumauswertung wurde dafür analog zu den Singles auf 200 Plätze erhöht.

## Verleihungsgrenzen der Tonträgerauszeichnungen
| Auszeichnung | bis 31. Dezember 1989 | 1. Januar 1990 bis 12. Mai 2005 | 13. Mai 2005 bis 31. Dezember 2010 | 1. Januar 2011 bis 31. Dezember 2023 | seit 1. Januar 2024 |
| ------------ | --------------------- | ------------------------------- | ---------------------------------- | ------------------------------------ | ------------------- |
| Silber       | 15.000                | 10.000                          | —                                  | —                                    | —                   |
| Gold         | 25.000                | 20.000                          | 10.000                             | 7.500                                | 3.500               |
| Platin       | 50.000                | 40.000                          | 20.000                             | 15.000                               | 7.000               |
| 2× Platin    | 100.000               | 80.000                          | 40.000                             | 30.000                               | 14.000              |
| …            |                       |                                 |                                    |                                      |                     |
| Diamant      | —                     | —                               | —                                  | —                                    | 70.000              |

| Auszeichnung | bis 31. Dezember 2015 | 1. Januar 2016 bis 31. Dezember 2023 | seit 1. Januar 2024 |
| ------------ | --------------------- | ------------------------------------ | ------------------- |
| Gold         | 10.000                | 5.000                                | 5.000               |
| Platin       | 20.000                | 10.000                               | 10.000              |
| 2× Platin    | 40.000                | 20.000                               | 20.000              |
| …            |                       |                                      |                     |
| Diamant      | —                     | —                                    | 100.000             |

| Auszeichnung | bis 31. Dezember 2000 | seit 1. Januar 2001 |
| ------------ | --------------------- | ------------------- |
| Silber       | 5.000                 | —                   |
| Gold         | 7.500                 | 4.000               |
| Platin       | 10.000                | 8.000               |
| 2× Platin    | 20.000                | 16.000              |
| …            |                       |                     |